# Strzelcze
Strzelcze, Strelcze, Strzelcza, Strzelce (ukr. Стрільче, Strilcze) – wieś na Ukrainie, w obwodzie wołyńskim, w rejonie łuckim. W 2001 roku liczyła 394 mieszkańców.

## Historia
Pod koniec XIX wieku wieś należała do gminy Podberezie w powiecie włodzimierskim.
W czasie kampanii wrześniowej stacjonowało tu dowództwo III/1 dywizjonu myśliwskiego Brygady Pościgowej oraz 111 Eskadra Myśliwska, 112 Eskadra Myśliwska, 152 Eskadra Myśliwska, 121 Eskadra Myśliwska i 122 Eskadra Myśliwska.
Do 2020 w rejonie horochowskim.